# Trnava (miasto Čačak)
Trnava (cyr. Трнава) – wieś w Serbii, w okręgu morawickim, w mieście Čačak. W 2011 roku liczyła 2913 mieszkańców.